# 레트리뷰션: 응징의 날
《레트리뷰션: 응징의 날》(스페인어: El desconocido)은 스페인과 프랑스에서 제작된 2015년 액션 스릴러 영화이다. 2015년 9월 2일 제72회 베네치아 국제 영화제에서 전 세계 최초로 상영되었다.
2016년 제30회 고야상에서 각본상(알베르토 마리니), 남우 주연상(루이스 토사르), 여우 조연상(엘비라 밍게스), 신인 감독상(다니 데라토레) 등의 후보에 올랐으며, 편집상과 음향상을 수상하였다.

## 출연진
- 루이스 토사르
- 하비에르 구티에레스
- 고야 톨레도
- 페르난도 카요
- 엘비라 밍게스
- 파울라 델리오
- 루이스 사에라
- 리카르도 데바레이로
- 안토니오 모우렐로스

## 기타 제작진
- 라인 제작: 카를라 페레스 데알베니스
- 음향 효과: 하이메 페르난데스
- 특수 효과: 파우 코스타